# Photo Booth
Photo Booth – aplikacja wbudowana w system OS X służąca do robienia zdjęć za pomocą kamery internetowej iSight, a od systemu Mac OS X 10.5 także do kręcenia filmów.
Aplikacja integruje się z programami iChat i Adium.

## Efekty
Photo Booth wyposażony jest w dwa zestawy efektów. Pierwszy zawiera filtry fotograficzne podobne do tych zastosowanych w programie Adobe Photoshop:
- Sepia
- czarno-biały
- poświata
- komiks
- kredka
- kamera na podczerwień
- promieniowanie X
- Pop Art

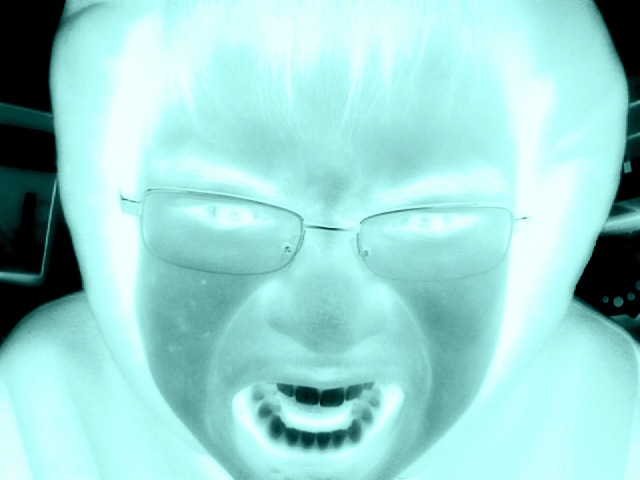
Efekt "promieniowanie X"

Drugi zestaw efektów służy do manipulowania kształtu obrazu:
- wypukłość
- wgłębienie
- wirówka
- wciśnięcie
- lustro
- światło w tunelu
- oko ryby
- rozciągnięcie

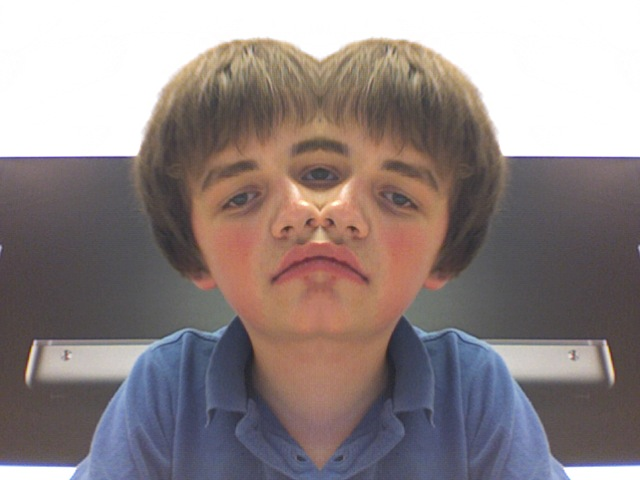
Efekt "lustro"

Wersja Photo Booth w systemie Mac OS X 10.5 oferuje także technikę pozwalającą ustawić tło do zdjęcia lub filmu.
- chmury (zdjęcie)
- kolorowe kropki (zdjęcie)
- wschód Ziemi (zdjęcie)
- wieża Eiffla (film)
- ryby (film)
- kolejka górska (film)
- zachód słońca (film)
- Yosemite (film)